# 坪井商店
坪井商店（つぼいしょうてん）は、岡山県岡山市東区東平島にある駄菓子屋。近隣に岡山市立平島小学校があり、卒業生の藤原史織（旧芸名ブルゾンちえみ）や渋野日向子らが利用していたことで知られる。従業員の一人である坪井広美が地域で親しまれている。

## 内装
約500種類の菓子類が陳列されている。ココアシガレットやカルパス、あわ玉、するめジャーキー、タラタラしてんじゃねーよなど一般的な駄菓子が陳列されるほか、インスタント麺は店内で購入して食べることのできるサービスが提供されている。レジ横には税抜き価格との換算表が用意されている。

## 沿革
1952年に開業。2018年には平成30年7月豪雨の影響を受けて床上浸水し、商品が全て水に浸る事態に至った。閉店も検討されたが、平島小学校の卒業生や地域住民による応援・復旧作業を経て、2ヶ月の休業期間の後に営業が再開された。応援にはコメディアンの藤原史織（旧芸名ブルゾンちえみ）やプロゴルファー渋野日向子も参加した。2019年には渋野日向子を応援する内装となり、「シブコセット」と称して渋野の特に好んでいたつまみ系駄菓子の詰め合わせが販売された。

## テレビ特集
- 『金バク!』（2018年12月6日、岡山放送[7]）
- 『VOICE愛』（2019年7月3日、RSK山陽放送[8]）